# Александер Августинович
Александер Августинович (7. фебруар 1865 — Варшава, 23. август 1944) био је пољски сликар.

## Биографија
Рођен је у Искжињи 7. фебруара, од оца Винцентија, земљопоседника, и мајке Јулије из куће Хабецки. Средњу школу је завршио у Жешову, а у наредним годинама, од 1883. до 1886. године, студирао је на Академији ликовних уметности Јан Матејко у Кракову, где је вођен од стране Феликса Шиналевског, Владислава Лушкјевича и Јана Матејка . Да би завршио студије, преселио се у Минхен и учествовао у уметничким путовањима по Италији и Мађарској. Године 1890. преселио се у Лавов где је започео своју уметничку каријеру. Провео је време у Закопанима између 1914. и 1921. године, а 1921. године одлази у Познањ, где је већ имао утврђен положај међу локалним уметницима, јер је током Првог светског рата излагао своје слике у Друштву уметника. Године 1925. постао је члан Друштва за подстицање ликовних уметности (пољ. Towarzystwo Zachęty Sztuk Pięknych) у Варшави. У Познању је 1935. године прославио педесету годишњицу стваралаштва, током које су његова уметничка дела била приређена на ретроспективној изложби. Након почетка Другог светског рата преселио се у Варшаву, где је погинуо током Варшавског устанка.
Био је ожењен Аном Чемерињском (1895), са којом је имао три ћерке: Станиславу (рођену 1897), Зофију (1899-1935) и Александру (рођену 1901).
Александар Августинович је сликао портрете, који су излагани на националним и међународним изложбама. Године 1925, током изложбе „Портрет Пољске“ (Portret polski) у Варшави, додељена му је највиша почасна титула за сва уметничка дела. У Познању је насликао бројне портрете (између осталог Војчеха Тромчинског, Игнација Мошћицког и Витолда Целиховског), од којих су многи насликани акварелом. Већина његових слика је рађена акварелом и теме су пејзажа и пољског фолклора; његова уметничка дела су тренутно изложена у бројним музејима широм Пољске, али и у приватном власништву. Четрнаест његових акварела и уљаних радова налази се у Народном музеју у Познању.
Дана 11. новембра 1937. године, примио је Официрски крст Ордена Пољске реституте од председника Пољске Игнација Мошћицког, за своје заслуге у области уметности (za zasługi na polu sztuki). Погинуо је током Варшавског устанка.